# Amorous Professor Cherry
Amorous Professor Cherry — компьютерная игра в жанре эроге, разработанная и изданная японской компанией ZyX Inc. Игра была выпущена 24 сентября 2004 года в Японии.

## Сюжет
Коута Койкава — обычный ученик школы, не выделяющийся ничем среди остальных. За его внимание борются три красивые женщины: Кьери, неуклюжая, но чистая учительница; Мамико, кокетливый и веселый профессор математики; и Киёка, самая симпатичная девушка в университете.

## Критика
Марк Голдин с сайта HonestGamers поставил игре 3,5 балла из 5, отметив, что хотя диалоги в игре затянуты, проект цепляет откровенными сценами.